# Modellwaffe
Modellwaffen – international auch Modelguns genannt – sind im Allgemeinen Nachbildungen von echten Handfeuerwaffen (Pistole, Revolver, Gewehr, Sturmgewehr, Maschinenpistole, Maschinengewehr) in unterschiedlichen Maßstäben, verschiedenster Detaillierungen, hergestellt aus diversesten Materialien. Der gebräuchlichste Maßstab ist 1:1.
Eine Modellwaffe (nicht Softairwaffe) zeichnet sich dadurch aus, dass sie dem Original bis in das kleinste Detail nachempfunden ist, jedoch keine Projektile verschießen kann.
Zusätzlich unterscheidet man Modellwaffen noch nach ihrer Schusssimulationseigenschaft. So gibt es so genannte Blowback-Varianten – also Rückstoß simulierende Modelle – die mit Hilfe einer speziellen Ladekartusche, die wie eine echte Patrone aussieht, den mechanischen Prozess beim Abfeuern, durch die Verwendung einer sog. Firecap (die für die nötige kinetische Energie sorgt) nachempfindet.
Die zweite Variante sind Modellwaffen, die mit Anscheinpatronen – sogenannten Dummys – geladen werden, jedoch keine Schusssimulation erlauben. Bei diesen Modellen ist ein manuelles Durchladen notwendig, um die Repetierfunktion zu studieren.
Eine Ausnahme im Bereich der Modellwaffen sind z. B. die von dem Schweizer Kleinserien-Hersteller Leon Crottet entworfenen Modelle im Maßstab 1:2, die als voll schussfähige Varianten originaler Waffen hergestellt sind.

## Geschichte und Entwicklung
Die Modellwaffen sind eine Entwicklung, die ihren Ursprung in Japan haben, da dort seit Ende des Zweiten Weltkriegs Waffen in Privatbesitz strikt verboten sind.
Die ersten Modellwaffen kamen in Japan Mitte der 1950er Jahre auf den Markt. Die zu diesem Zeitpunkt hergestellten Abbilder von realen Waffen waren jedoch nicht sehr authentisch und entsprachen in Details nicht den Originalen, so dass sich die Nachfrage in Grenzen hielt.
Mit der präzisen Anpassung an die Vorbilder sahen die Hersteller Möglichkeiten der Umsatzausweitung. So wurden Mitte bis Ende der 1960er Jahre die Modellwaffen ihren Vorbildern immer ähnlicher. Das ging so weit, dass viele der Modelle aus soliden Materialien wie Stahlblech, Messing und Zink-Aluminium hergestellt wurden.
Diesen Umstand nutzten findige Bastler auf der asiatischen Insel, um die Modellwaffen in schussfähige umzuwandeln, so dass diese echte Munition problemlos abfeuern konnten.
Die Reaktion der Regierung ließ nicht lange auf sich warten. Es wurden gesetzliche Schritte unternommen, diesen Industriezweig dazu zu bringen solche Umbauten zu verhindern. Im Rahmen einer Selbstbeschränkung versuchten die Modellwaffenhersteller (z. B. Marushin, MGC, Hudson, Tanka, Shoei) einem totalen gesetzlichen Verbot zuvorzukommen, in dem sie sich entschlossen, ihre Modellwaffen optisch klar von echten Waffen unterscheidbar zu machen – sie beschichteten ihre Erzeugnisse mit silber-, gold- oder chromfarbenen Überzügen. Zusätzlich bauten sie Laufsperren aus gehärteten Stahlstiften in die Läufe der Waffen und vergossen die Läufe mit Zink.
Doch die Regierung verbot alle Modellwaffen, die aus Stahlblech und Stahl hergestellt wurden. Dies betraf u. a. die MP40 und Sten der Firma MGC, aber auch Modelle andere Hersteller. Zudem war es dem Besitzer solcher Modellwaffen verboten diese zu veräußern oder verschenken, er durfte sie lediglich den Behörden überlassen.
Diese Neuregelungen trugen dazu bei, dass die Modellwaffenhersteller die Produkte umstellten und die Modelle zunehmend aus Kunststoff und Zink herstellten – also eine hybride Materialverwendung dazu verwendeten, weiterhin problemlos am Markt zu bleiben. Zudem ermöglichte ihnen dies, die Modelle weiter so realistisch wie möglich zu halten.
Es gibt allerdings noch heute Hersteller, die ihre Modelle aus Metall herstellen. So zum Beispiel Marushin, Hudson und Tanaka.
Heute hat die Nachfrage nach Modellwaffen stark nachgelassen. Dies ist hauptsächlich dem Boom der Softairwaffen geschuldet, denn im Gegensatz zu Softairwaffen verschießen Modellwaffen keinerlei Projektile, sondern simulieren lediglich die Funktion der jeweiligen echten Waffe. Andererseits ist eine solche Simulation recht imposant anzusehen und zu hören, vor allem wenn es sich beispielsweise um die Funktion einer Maschinenpistole handelt.
Trotz dem aufgezeigten Trend bringen die großen der Branche – Marushin, Hudson, New MGC – aber auch spezialisierte wie Shoei immer wieder mal wieder aufgelegte Modelle auf den Markt.
Marushin brachte in der jüngsten Vergangenheit die MP40, Uzi, M16A1 und die XM177 in ABS/Zink-Bauweise als Bausatz und Fertigmodell heraus. Hudson ist u. a. mit der Metallvariante der russischen PPSH41 vertreten. New MGC, der Nachfolger der insolventen MGC, bietet unter anderem die Maschinenpistolen MAC-10 und M3 Greasegun in Mischbauweise an. Das Familienunternehmen SHOEI bietet Highend-Modellwaffen aus hochwertigen Materialien (fast nur Metall) an, z. Z. im Programm: FG42, MP44, MG42, Gewehr 43 (G43).
Heute sind einige in der Vergangenheit hergestellte Modellwaffen absolute Raritäten. Vor allem ist hier die MP40 von MGC zu nennen, die durch ihre Stahlbauweise sehr nah an das Original kommt. Generell kann man sagen, dass Modellwaffen, die bis Ende der 1970er Anfang der 80er auf den Markt gebracht wurden, begehrte Sammlerstücke sind.
Modellwaffen sind aber nicht nur unter Sammlern und Technikbegeisterten ein begehrtes Gut. Auch die Filmindustrie hat sie als eine preiswerte und recht unkomplizierte (vor allem im Hinblick auf rechtliche Beschränkungen) Alternative zu den Propguns entdeckt. So wurden zum Beispiel im Film „Full Metal Jacket“ eine sehr große Zahl des M16A1 von MGC eingesetzt.

## Typen und Funktion der Modellwaffen
Die unterschiedlichen Modellwaffen lassen sich wie oben bereits aufgezeigt in folgende Gruppen unterteilen:
- Modelle, die Dummy-Munition, also Darstellungsmunition nutzen
- Modelle, die eine Blowback-Funktion besitzen. Das heißt solche Modellwaffen, die mittels schwacher Treibladungen die mechanische Funktion der echten Waffe simulieren.
- Modelle, die maßstabsgetreu verkleinerte echte Munition verwenden.

Alle Modellwaffen besitzen keinen Schlagbolzen, so bleibt eine versehentliche Verwendung von echter Munition unbedenklich.
Eine Dummy-Modellwaffe entspricht weitestgehend dem Original. Ein Modell dieses Typs ist so konstruiert, dass es mit diesen Munitionsdarstellungskörpern geladen werden kann. Auch das Durchladen, Abdrücken und manuelle Auswerfen (mittels selbst durchzuführenden Repetierens) ist möglich. Es gibt hier Modelle, die sich bis ins kleinste zerlegen lassen.
Die Blowback-Version ist wohl die am stärksten verbreitete Variante unter den Modellwaffen. Generell gleichen diese Modelle dem Original ebenfalls. Oft weichen die Hersteller aber aus Sicherheitsgründen minimal von den Abmessungen der echten Waffe ab, um den Austausch von Teilen zu verhindern. So ist z. B. der Verschluss der Hudson PPSH 41 um ca. 2 mm breiter als der der Echten. Ein anderes Beispiel ist die Marushin MP40 aus Metall. Dort ist der Magazinschacht größer als bei der original Erma-Maschinenpistole. Dies macht sich sofort bemerkbar, wenn man z. B. ein original Magazin einsetzen möchte.
Der größte Unterschied zu den Dummy-Versionen ist, dass diese Versionen die Funktion der Waffe simulieren. Dies wurde bis Ende der 1970er Jahre durch die Verwendung von sogenannten Papercaps erreicht. Dies waren aus Papier hergestellte Kartuschen, die mit Schwarzpulver gefüllt waren. Diese fragilen und sehr unzuverlässigen Ladungen wurden zunehmend durch sog. PFC – Plugged Fire Cartridges und CP-Cartridges (Cap Plug) ersetzt.
Konstruktionsbedingt weisen Modellwaffen, die die letztgenannten Kartuschen-Varianten nutzen, eine sehr wesentliche Veränderung gegenüber dem Original auf: Im Patronenlager ist ein Dorn – auch Detonator oder Firingpin genanntes Bauteil – eingebaut, welcher entgegen der normalen Schussrichtung montiert ist. Dieser Pin sorgt für die Auslösung der Ladung – auch Firecap genannt – innerhalb der Kartusche.

## Blowback-Kartuschen-Typen
Alle Modellwaffen, vor allem die Automatischen, basieren auf der gleichen Technik. Eines ist ihnen gleich: sie benötigen Kraft um die angestrebte Funktion der Waffe zu simulieren. Diese Kraft wird seit 1981 durch sogenannte Plastic Cap Firecaps erzeugt, die in Ladekartuschen eingesetzt werden.
Daher haben sich die Hersteller von Modellwaffen zur Optimierung ihrer Produkte seit dieser Zeit verstärkt um die Verbesserung der Kartuschen gekümmert. Im Vordergrund ihrer Entwicklungsarbeit standen insbesondere Faktoren wie Leichtigkeit, gute Kraftausbreitung, Vermeidung von Ladehemmungen und geringer Wartungs- und Reinigungsaufwand.
Die populärsten Kartuschensysteme sind die von:
- Tanaka (Tanaka Parallel Division Cartridge)
- Marushin (New Marushin Plugged Fire Cartridge – PFC)
- MGC (Cap Piston Heavy Weight Slide Cartridge – CP-HW)

### Tanaka Parallel Division Cartridge
Das ersonnene System ist dem der CP-HW sehr ähnlich, wurde aber von Tanaka verbessert. Die Kartusche, die für 5mm Firecaps ausgelegt ist, besteht aus sechs Einzelteilen. Einzig bewegliches Teil ist das Ventil, welches sich in Richtung Stoßboden bewegt, auf dem die Firecap liegt.
Der Vorteil dieses Kartuschen-Systems liegt zum einen in der guten Kraftentfaltung und zum anderen in der guten Geräuschentwicklung. Das Tanka-System ist zudem einfach zu reinigen.
Nachteilig ist die aufwendige Ladeprozedur und die Notwendigkeit, die Kartusche bald nach Gebrauch zu reinigen.

### Marushin New Plugged Fire Cartridge
Bei diesem System wird die Firecap unterhalb des Ventils platziert. Durch die Ventilbewegung in Richtung Stoßboden wird die Firecap mitbewegt – dies ist der wesentliche, konstruktive Unterschied. Die Marushin New PFC gibt es für 5 mm und 7 mm Firecaps. Wie die Tanaka Kartuschen besteht diese Kartusche aus sechs Teilen.
Da sich die Firecap innerhalb der Kartusche bewegen muss, besteht gegenüber der Tanaka eine zusätzliche Fehlerquelle, weshalb Funktionsstörungen häufiger sein können. Durch die aufwändige Montage des Dichtungsrings ist die Wartung der Kartuschen relativ arbeitsintensiv.

### MGC CP-HW Cartridge
Die Kartuschen von MGC werden neben MGC (heute New MGC) auch von Tanaka, Hudson und Kokusai eingesetzt. Bei diesem System wird die Firecap auf dem Stoßboden platziert. Das Ventil bewegt sich auf die Cap zu und zündet diese. Die CP-HW gibt es in Ausführungen für 5 mm und 7 mm Firecaps. Dieses System zeichnet sich durch seine hohe Zuverlässigkeit aus. Es ist durch die Verwendung des O-Rings zur Abdichtung sehr kraftvoll – daher auch der Begriff HW (die Kartusche ist in der Lage schwere Schlitten/Verschlüsse zu bewegen). Diese Kartuschen von MGC kommen mit nur fünf Einzelteilen aus, was den Reinigungsaufwand schmälert.

## Firecaps
Die heute verwendete Firecap besteht aus einem Kunststoffträger, der wie ein kleiner Fingerhut aussieht. In diesem oben offenen Konstrukt ist das Pulver fest platziert.
Firecaps werden in den Durchmessern 5 mm und 7 mm von Kanecap hergestellt, und von Marushin und MGC angeboten.
In einer Verpackung befinden sich jeweils 50 oder 100 Stück, die an einem flexiblen Gussaast befestigt sind.
Zur klaren Unterscheidung der Eigenschaften (Ladungskraft, Lautstärke und Effekte) sind die Firecaps gold- oder silbern gehalten.

## Hersteller
Zu den Herstellern von Modellwaffen zählen unter anderem Marushin, MGC, New MGC, Hudson, Shoei, Crottet und KSC.

## Gesetzeslage
Modellwaffen gelten als Anscheinswaffen und unterliegen dem Führverbot des § 42a Waffengesetz (Deutschland).
Firecaps sind pyrotechnische Gegenstände, die dem Sprengstoffgesetz unterliegen, und somit eine Baumusterprüfung im Sinne des Sprengstoffgesetz durchlaufen, damit sie in Deutschland legal erhaltbar sind.